# Harrisia (vliegengeslacht)
Harrisia is een geslacht van vliegen (Brachycera) uit de familie van de sluipvliegen (Tachinidae). De wetenschappelijke naam van het geslacht is voor het eerst geldig gepubliceerd in 1830 door Jean-Baptiste Robineau-Desvoidy.
Robineau-Desvoidy beschreef in zijn werk ook de twee soorten die tot dit geslacht behoren:
- Harrisia scutellaris
- Harrisia brasiliensis

Beide soorten komen voor in Brazilië.